# Thymoites cancellatus
Thymoites cancellatus là một loài nhện trong họ Theridiidae.
Loài này thuộc chi Thymoites. Thymoites cancellatus được Cândido Firmino de Mello-Leitão miêu tả năm 1943.